# Хіона (міфологія)
Хіона або Хіоне ([kaɪˈoʊniː] дав.-гр. Χιόνη, трансліт. Хіонія, від χιών, хіон, сніг) — ім'я кількох персонажок грецькій міфології:
- Хіона — дочка Борея і мати Евмольпа від Посейдона[2].
- Хіона — дочка Дедаліона та мати Філаммона та Автоліка від Аполлона та Гермеса відповідно[3]. Вона також ототожнюється з Філонісом[4] і Левконою[5].
- Хіона — дочка Каллірреї, яка перетворилася на снігову хмару[6].
- Хіона — дочка Арктура, яку викрав Борей. Ввід нього вона народила трьох синів[7].
- Хіона — наяда, мати Пріапа від Діоніса[8].
- Хіона — одна з Ніобідів[9].